# Diego Bejarano
Diego Bejarano Ibañez (Santa Cruz de la Sierra, 3 gennaio 1991) è un calciatore boliviano, difensore dell' Oriente Petrolero, e della nazionale boliviana.

## Carriera

### Club
Bejarano iniziò la sua carriera nel 2009, giocando per il club boliviano del The Strongest. Nel 2012 si trasferì in prestito al Guabirá, per poi tornare al The Strongest nel 2013. Nel 2014 andò al Panaitōlikos, per poi tornare due anni dopo al The Strongest.

### Nazionale
Ha esordito in Nazionale nel 2012.
Viene convocato per la Copa América Centenario negli Stati Uniti.